# Fargo (Oklahoma)
Fargo é uma cidade  localizada no estado norte-americano de Oklahoma, no Condado de Ellis.

## Demografia
Segundo o censo norte-americano de 2000, a sua população era de 326 habitantes.
Em 2006, foi estimada uma população de 315, um decréscimo de 11 (-3.4%).

## Geografia
De acordo com o United States Census Bureau tem uma área de
1,5 km², dos quais 1,5 km² cobertos por terra e 0,0 km² cobertos por água. Fargo localiza-se a aproximadamente 643 m acima do nível do mar.

## Localidades na vizinhança
O diagrama seguinte representa as localidades num raio de 28 km ao redor de Fargo.